# Сивуля (хребет)
Сиву́ля (Сиву́льський, Сивуля́нський) — гірський хребет у Ґорґанах (Українські Карпати). Розташований в Івано-Франківській області, на межі Калуського та Івано-Франківського району, на вододілі верхів'їв річок Лімніці та Бистриці Солотвинської.

## Опис
Хребет простягається з південного сходу на північний захід. Має декілька вершин: Сивуля Мала (1818,5 м), Велика Сивуля (1836 м), Лопушна (1772 м), Боревка (1694 м). Є численні відноги, найбільшу з яких (на північний схід від Малої Сивулі) виділяють в окремий хребет за назвою Менчіл (з вершиною Студений Верх).
На південь від хребта розташоване Урвище Пекло і хребет Тавпиширка, на північ — хребет Ігровище з вершиною Ігровець.
Хребет Сивуля складений сірими грубошаровими пісковиками. Вкритий кам'яними розсипищами й осипищами. При підніжжі хребта ростуть ялинові ліси, вище криволісся з сосни гірської (жерепу). Хребет є досить популярним об'єктом туризму.
Найближчі населені пункти: Осмолода, Стара Гута, Бистриця, Максимець.